# Francisco Mateos Gago
Francisco Mateos-Gago y Fernández (Grazalema, 15 de junio de 1827-Sevilla, 29 de octubre de 1890) fue un sacerdote y catedrático de Sagrada Teología en la Universidad de Sevilla y decano de la Facultad. En 1887 fue nombrado académico correspondiente de la Real Academia de la Historia.

## Biografía

### Primeros años
Nació en Grazalema en 1827, en el seno de una familia de medianos recursos. En 1834, debido a una epidemia de cólera, quedó huérfano. Su tío materno, médico titular del pueblo, se hizo cargo de su custodia. 

### Formación
En 1840 ingresó en la Universidad Literaria de Sevilla, donde cursó la carrera de Filosofía y Letras, y siete años de Teología, además de algunas lecciones de Derecho. En esta universidad le fueron conferidos los títulos académicos de licenciado en Filosofía, y de bachiller y licenciado en Sagrada Teología. Posteriormente obtuvo el doctorado en Sagrada Teología en el Seminario Central de Granada, revalidado después en la Universidad Central de Madrid.
Durante sus años de estudio participó en la creación de la Biblioteca Provincial de Sevilla.

### Vida docente
En 1850 obtuvo, por oposición, la cátedra de Latín y Lengua castellana en el Seminario Conciliar de San Isidoro y San Francisco Javier de Sevilla, comenzando así su vida docente. En 1852 fue ordenado sacerdote. Poco después fue nombrado vicerrector del Seminario Conciliar de Cádiz.
En 1855, después de haber obtenido el título de doctor, obtuvo, por oposición, la cátedra de Teología en la Universidad Central de Madrid. En 1859 se trasladó como catedrático, también de Teología, a la Universidad de Sevilla, de cuya Facultad teológico fue decano.
Posteriormente pasó a ocupar la cátedra de Lengua Hebrea, que ocupó a consecuencia de la supresión de la enseñanza teológica en las Universidades, llegando a ser decano de la facultad de Filosofía y Letras.
La necrología que publicó el Boletín oficial del Arzobispado de Sevilla a su muerte, afirmó que la ciudad lo tenía por uno de sus hijos predilectos y que, además de como teólogo, había destacado por sus labores caritativas, diciendo que: 

«su celo apostólico le llevó mil veces al lado del pobre y del enfermo para consolarle, como sucedió muy especialmente en las épocas de 1854 y 1865, cuando el cólera morbo diezmaba los habitantes de nuestra amada ciudad. En aquellos tristísimos días, el Sr. Gago ofreció su concurso personal al señor Párroco de Santa Cruz para la asistencia de los coléricos, y tan á conciencia cumplió su promesa, que nos aseguran personas bien informadas que durante muchas noches consecutivas no se entregó al descanso, permaneciendo como celoso centinela al pié de la ventana de su habitación y teniendo á la mano la caja que guarda los Santos Óleos para acudir presto al primer aviso.»

Según el citado boletín, durante el Sexenio Revolucionario el Padre Gago se destacó por su campaña contra la propaganda protestante en Sevilla, mediante la cual habría logrado ahuyentar a los propagandistas de la ciudad. Durante esa misma época hizo otra campaña a favor de los monumentos religiosos de Sevilla, escribiendo al ministro de Fomento Ruiz Zorrilla a raíz de su decreto de incautación, al presidente de la Academia de San Fernando, enviándole la renuncia de individuo de la comisión de Monumentos históricos, y otros muchos artículos y cartas en defensa de los intereses religiosos y artísticos de Sevilla.

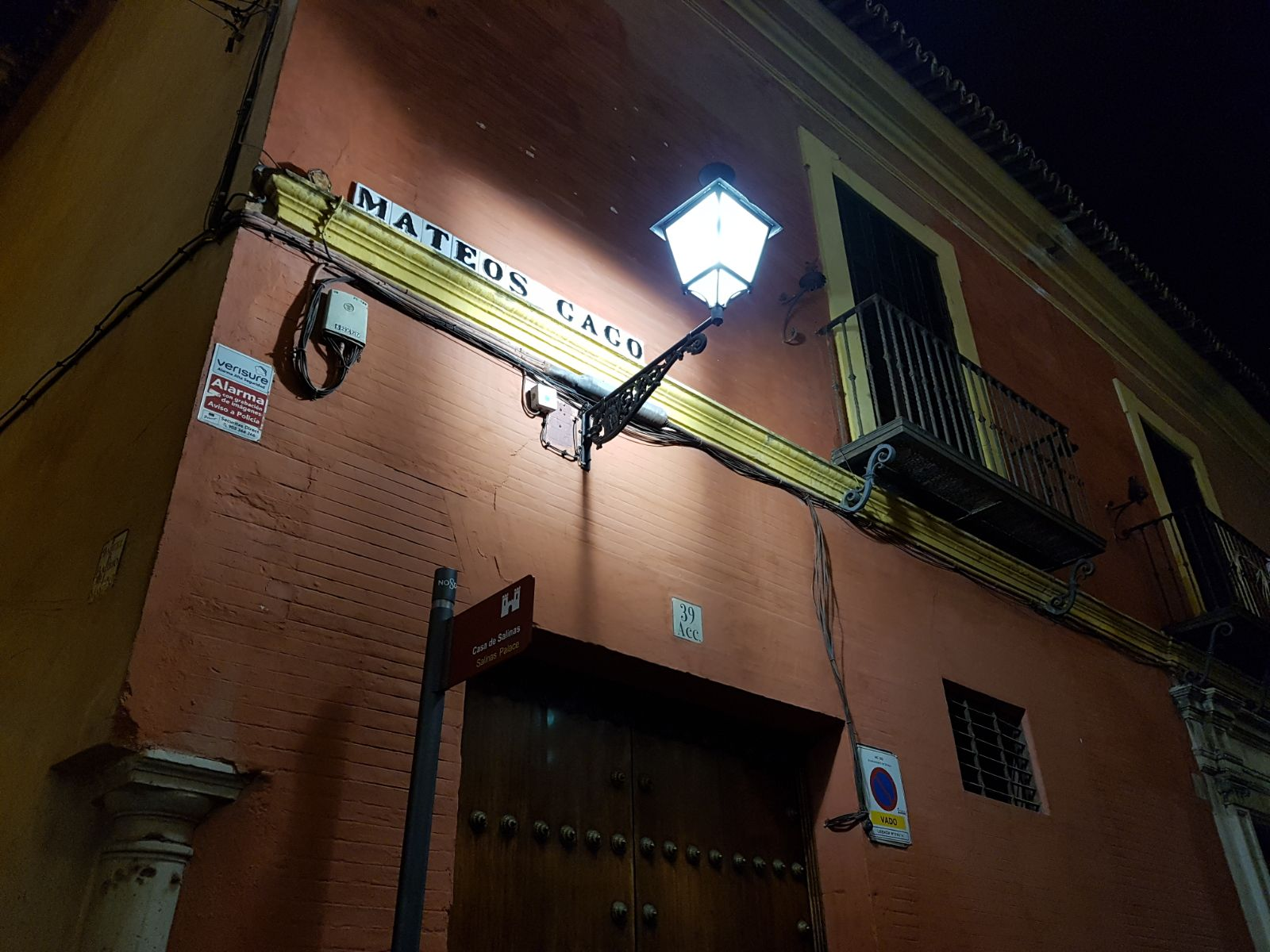
Calle Mateos Gago en Sevilla.

Participó en el Concilio Vaticano I como teólogo asesor del vicario apostólico de Gibraltar. Fue distinguido con el título de Juez Prosinodal por el cardenal González, cuando era arzobispo de Sevilla, y recibió también otras distinciones honoríficas y delicadas comisiones que le confiaron tanto los prelados de Sevilla como los de otras diócesis. Rehusó condecoraciones civiles como la cruz de segunda clase de la Orden de Beneficencia por sus labores caritativas.
Publicista y polemista católico, fue el promotor y uno de los más asiduos redactores del diario carlista El Oriente (1869-1873) y dirigió la Revista arqueológica sevillana. También colaboró en semanarios como La verdad católica o La semana católica y en el diario tradicionalista madrileño El Siglo Futuro. Militante carlista, se separó de esta causa en 1888 para adherirse al partido integrista de Ramón Nocedal. Coleccionó sus principales escritos como teólogo, apologista católico y polemista en una obra de varios tomos titulada Colección de opúsculos.
Se distinguió por su feroz oposición al darwinismo, defendido en la misma universidad por el profesor Antonio Machado y Núñez (1815-1896). Sacerdote y canónigo de la Catedral de Sevilla, fue también fundador de la Academia Sevillana de Estudios Arqueológicos. 
Sus restos mortales se encuentran en el Panteón de Sevillanos Ilustres que se encuentra en la cripta de la Iglesia de la Anunciación. En 1893 se bautizó con el nombre de «Mateos Gago» a una calle del centro de Sevilla. En Grazalema (Cádiz), su ciudad natal, una de las principales calles lleva su nombre.

## Obras
- Carta a Don Federico Rubio con motivo de su discurso en las Cortes de febrero de 1869 (Sevilla, 1869)
- Colección de opúsculos. Tomo I (Sevilla, 1869).
- ———. Tomo II (Sevilla, 1877).
- ———. Tomo III (Sevilla, 1877).
- ———. Tomo IV (Sevilla, 1879).
- ———. Tomo V (Sevilla, 1881).
- ———. Tomo VI (Sevilla, 1884).
- ———. Tomo VII (Sevilla, 1887).
- La iglesia de San Miguel de Jerez de la Frontera. Contestación a una carta de Don Modesto de Castro (Jerez, 1873)
- Juana la Papisa. Contestación a un articulista papisero de Santander (Sevilla, 1878)
- El análisis filosófico de la escritura y lengua hebreas (Sevilla, 1882)
- Catálogo abreviado de la colección de monedas y medallas, etc. (Sevilla, 1892)
- Sobre los errores históricos del Señor Don Emilio Castelar (Madrid, 1899)[5]